# Alfa-mannozydoza

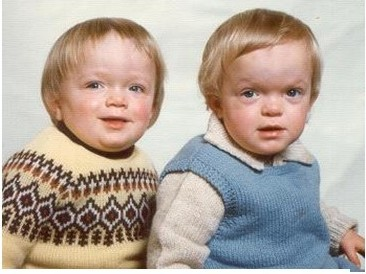
Rodzeństwo z alfa-mannozydozą, charakterystyczne cechy dysmorficzne twarzy

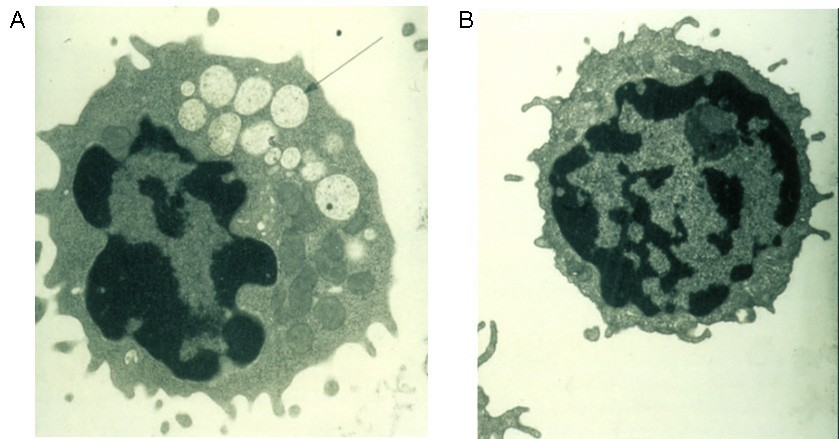
Fotografia z mikroskopu elektronowego limfocyta pacjenta z mannozydozą; widoczne liczne wakuole (A). Na fotografii B prawidłowy limfocyt

Alfa-mannozydoza (ang. alpha-mannosidosis) – uwarunkowana genetycznie choroba z grupy lizosomalnych chorób spichrzeniowych, charakteryzująca się pierwotnym niedoborem odporności, nieprawidłowościami szkieletu i cechami dysmorficznymi twarzy, upośledzeniem słuchu i opóźnieniem umysłowym. Chorobę opisał Ockerman w 1967 roku.
Częstość choroby szacuje się na 1:500 000 żywych urodzeń (np. statystyki 4,5-milionowej Norwegii, w której żyje sześć, a do niedawna osiem osób z tą chorobą zgadzają się z analogicznymi statystykami w Australii; według pracy z 2011 w Polsce 40-milionowej Polsce rozpoznano chorobę u 19 osób). Dzieci początkowo rozwijają się prawidłowo, ale choroba powoli postępuje. Niekiedy w okresie noworodkowym objawia się wrodzoną stopą końsko-szpotawą lub wodogłowiem. Inne objawy to niedobór odporności (nawracające infekcje, zwłaszcza w pierwszej dekadzie życia), wady kośćca (dysostosis multiplex, skolioza, deformacje mostka), upośledzenie słuchu (średnia do ciężkiej głuchota czuciowo-nerwowa), postępujące upośledzenie zdolności intelektualnych oraz mowy, często epizody psychotyczne. Obserwuje się słabość mięśni, nieprawidłowości stawów i ataksję. Cechy dysmorficzne twarzy charakterystyczne dla α-mannozydozy to wydatne czoło, półkoliste brwi, spłaszczony grzbiet nosa, makroglosja, szeroko rozstawione zęby, prognatyzm. Częsty jest niewielkiego stopnia zez.
Zespół spowodowany jest niedoborem enzymu lizosomalnego, α-mannozydazy. Uwarunkowany jest on dziedziczoną autosomalnie recesywnie mutacją w genie białka enzymu MAN2B1 w locus 19p13.2-q12). Rozpoznanie stawiane jest na podstawie pomiaru aktywności enzymu w leukocytach albo innych komórkach jądrzastych bądź testy genetyczne. Możliwe jest rozpoznanie prenatalne. Podwyższony poziom oligosacharydów bogatych w mannozę w moczu jest cenny diagnostycznie, ale nie patognomoniczny. W diagnostyce różnicowej należy uwzględnić inne choroby spichrzeniowe, takie jak mukopolisacharydozy.